# Elefantvæddeløb
Elefantvæddeløb er en betegnelse for en overhaling, hvor én lastbil overhaler en anden lastbil, uden at der er markant hastighedsforskel på de to køretøjer. Elefantvæddeløb ses på en motorvej eller en anden vej med mere end et spor i samme færdselsretning. 
En lovpligtig hastighedsbegrænser på lastbilen begrænser i Danmark hastigheden til højst 90 km/h, udfra antal rotationer pr. sekund. I nogle tilfælde er den indstillet til en lidt lavere hastighed. Jo mindre slidte dækkene på lastbilen er, des større er hjulenes diameter (og omkreds), og des hurtigere kan den køre i forhold til, hvor hurtigt hjulene roterer. Det skaber hastighedsforskelle der er små og forårsager dermed, at overhalingen tager meget lang tid.
I Danmark er der omkring 400 km motorvej hvor der er overhalingsforbud for lastbiler.